# کوه تامبورا
کوه تامبورا نام یک کوه آتشفشان در جزیرهٔ سومباوا از کشور اندونزی و در دهانه سامالاس است. فوران آتشفشانی کم‌نظیر این کوه در سال ۱۸۱۵ موجب پدید آمدن سال بی تابستان شد. این فوران با تلفاتی بالغ بر ۷۱۰۰۰ نفر، مرگبارترین فوران آتشفشانی تاریخ بشر تا به امروز است.

## تاریخزمین‌شناسی

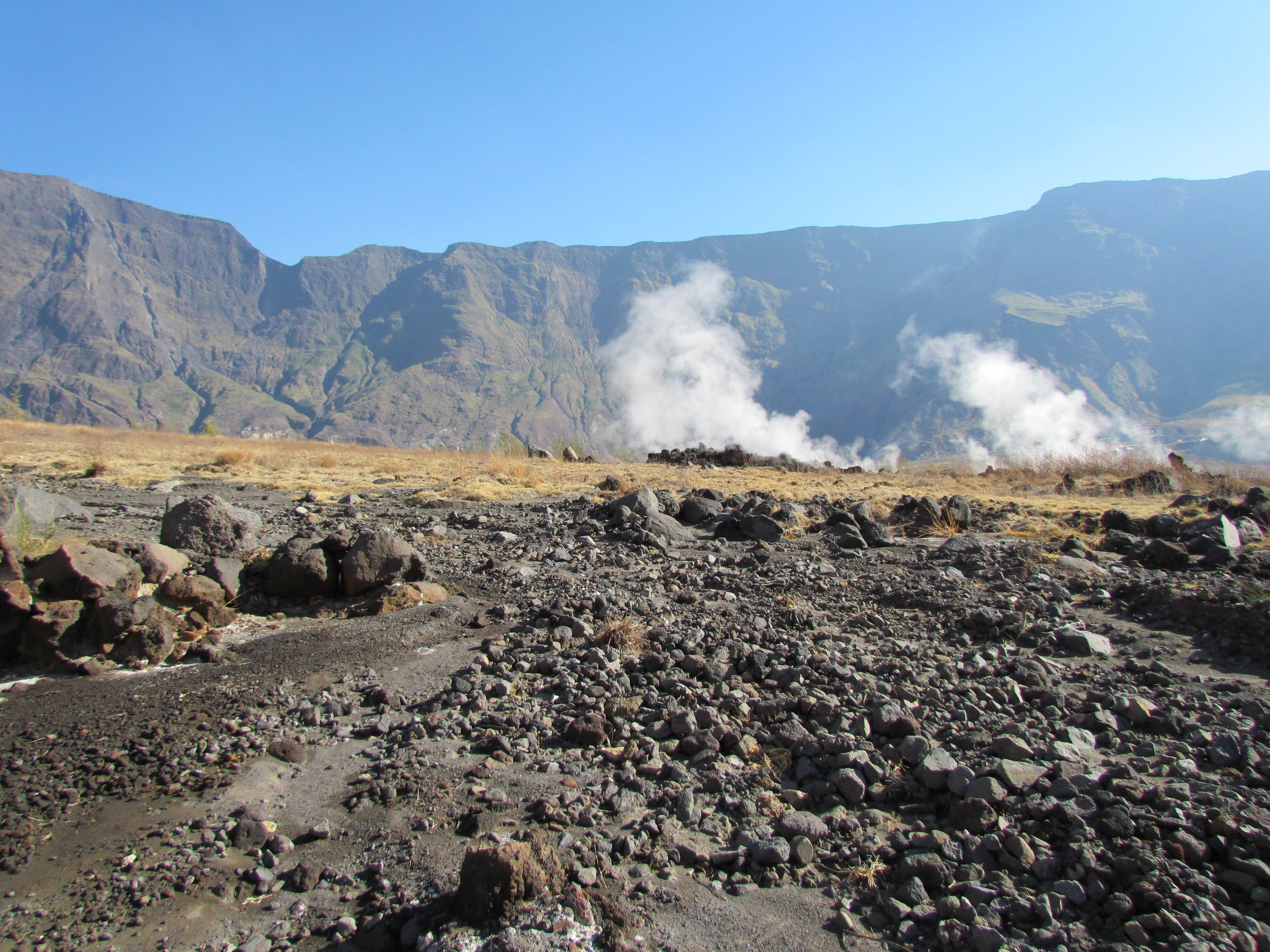
نمایی از کوه تامبورا

### آخرین فوران
آخرین فوران این آتشفشان در سال ۱۹۶۷ رخ داد. انفجار کم‌نظیر کوه تامبورا در سال ۱۸۱۵ (میلادی) بزرگ‌ترین انفجار یک آتشفشان در ۱۰ هزاره گذشته بوده‌است. شدّت این انفجار در نمایه شدت فوران آتشفشان برابر با ۷ بوده‌است. برخی از موادی که در این انفجار به جو زمین پرتاب شدند موجب وقوع رویدادی به نام سال بی‌تابستان شدند.
در سال ۱۸۱۵ در این کوه در گذر قرن‌ها و هزاره‌های متمادی انفجاری هولناک روی داد که به همراه سونامی ای که ایجاد کرده بود جان بیش از صد هزار نفر را گرفت. این بزرگ‌ترین انفجار [ غباری که بر اثر این انفجار از دهانه کوه تامبورا خارج شد به حدّی بود که منجر به خورشیدگرفتگی آتشفشانی شد. بر اثر این انفجار ۱۰۰٫۰۰۰٬۰۰۰٬۰۰۰ مگاتن هواپخش اسید سولوریک وارد جو زمین شد.

### نخستین اثرات انفجار
در آن روزها اخبار این گونه حوادث مانند امروز چندان سریع به گوش جهانیان نمی‌رسید. در شهر لندن انگلستان، ۷ ماه پس از این رویداد مقاله ای در این باره در نشریهٔ تایمز چاپ شد که البته آن هم در] ایالت‌های نیو انگلند آمریکا، آن سال را به زبان انگلیسی Eighteen Hundred and Froze to Death (هزار و هشتصد و یخ بزن بمیر) نامیدند. یخبندان بامدادی تا اواخر خرداد ماه ادامه یافت و هیچ بذری نرویید و جوانه نزد. دام‌ها که بی علوفه مانده بودند یا می‌مردند یا می‌بایست زودتر از موعد به کشتارگاه فرستاده می‌شدند. سال ۱۸۱۶ از هر جهت یک سال هولناک بود. با این حال، از دمای زمین تنها ۱٫۵ درجهٔ فارنهایت کاسته شد. همچنان که دانشمندان بعدها دریافتند، دماپای طبیعی زمین، ابزاری بی‌نهایت ظریف است.

### پادشاهی از میان رفتهٔ جزیره
خاکستر مدفون شده بودند از خاک سومباوا خارج شد. دانشمندان می‌گویند کاسه‌های برنزی، سفالینه و دیگر ابزارهای کشف شده در این‌جا به خوبی نشان دهندهٔ فرهنگ باستانی اندونزی است. به گفته پژوهشگران دانشگاه رود آیلند تمامی مردم، خانه‌ها و فرهنگ بومی سومباوا در سال ۱۸۱۵ متوقف مانده و بسیار اهمیت دارد که این آثار باستانی با دقت فراوانی از زیر خاکستر خارج شوند.

## ارتفاعازسطح دریا
ارتفاع این کوه از سطح دریا ۲۷۲۲ متر یا ۸۹۳۰ فوت است.